# Giuseppe Brizi
Giuseppe Brizi (Macerata, 19 de marzo de 1942 - 9 de junio de 2022) fue un futbolista y entrenador italiano que jugaba como defensa.

## Trayectoria

### Como futbolista
Debutó en el fútbol profesional durante la temporada 1959-60 de la Serie C cuando jugaba como mediocampista en el SS Maceratese 1922. En 1962 fue comprado por la Fiorentina donde finalmente Ferruccio Valcareggi decidió jugarlo como barrendero. En Florencia vivió la mejor etapa de su carrera, disputando 389 partidos (convirtiéndose en el segundo jugador con mayor número de partidos en la historia del club) y contribuyendo a ganar, entre otros, un Scudetto y dos Copa Italia.
Formó parte de la plantilla de la selección B de Italia que ganó los Juegos del Mediterráneo de 1963.

## Como entrenador

### Como entrenador
Fue el entrenador del SS Maceratese 1922 durante tres mandatos no consecutivos, donde ganó su Girone durante la temporada 1979–80 de la Serie D. Luego dirigió a clubes como Lanciano, Fermana y Sangiustese.

## Palmarés

### Futbolista
Fiorentina
- Serie A: 1968–69
- Copa Italia: 1965–66, 1974–75
- Copa de la Liga anglo-italiana: 1975
- Copa Mitropa: 1966

Italia
- Juegos Mediterráneos: 1963

### Distinciones individuales
- Salón de la Fama de la ACF Fiorentina: 2012